# Shenzhou 9
La Shenzhou 9  è stata una missione spaziale appartenente al programma spaziale cinese che ha visto l'utilizzo della capsula Shenzhou. Il lancio è stato effettuato il 16 giugno 2012, alle 18:37 (fuso orario cinese, 12:37 ora italiana) e ha avuto come obiettivo il rendezvous pilotato con conseguente aggancio con il modulo spaziale Tiangong 1, quest'ultimo lanciato il 29 settembre 2011. L'aggancio è avvenuto in maniera controllata dall'equipaggio della navetta. È stato il secondo aggancio effettuato dalla navetta cinese, dopo quello della Shenzhou 8 e il primo con equipaggio a bordo.
Dopo l'aggancio, l'equipaggio si è trasferito nel modulo spaziale per compiere esperimenti. La Shenzhou 9 è rientrata a terra il 29 giugno 2012. La missione ha visto il primo lancio nello spazio di una donna cinese, Liu Yang.

## Equipaggio
- Jing Haipeng
- Liu Wang
- Liu Yang